# Option préférentielle pour les pauvres
 (septembre 2012).
Si vous disposez d'ouvrages ou d'articles de référence ou si vous connaissez des sites web de qualité traitant du thème abordé ici, merci de compléter l'article en donnant les références utiles à sa vérifiabilité et en les liant à la section « Notes et références ».
L'option préférentielle pour les pauvres est un principe élaboré dans la doctrine sociale de l'Église catholique. La tradition chrétienne le rapproche constamment des principes de charité et de justice :

« Quand nous donnons aux pauvres les choses indispensables, nous ne faisons pas pour eux des dons personnels, mais nous leur rendons ce qui est à eux.
Plus qu'accomplir un acte de charité, nous accomplissons un devoir de justice »

— saint Grégoire le Grand, Regula pastoralis, fin du VIe siècle

## Définition et contenu
Selon le Compendium de la doctrine sociale de l'Église (DSE article 182), « le principe de la destination universelle des biens requiert d'accorder une Sollicitude particulière aux pauvres, à ceux qui se trouvent dans des situations de marginalité et, en tous cas, aux personnes dont les conditions de vie entravent une croissance appropriée ». L'option préférentielle pour les pauvres est une « priorité spéciale » dans la pratique de la charité dont témoigne toute la tradition de l'Église.
« Elle concerne la vie de chaque chrétien [...] et s'applique également à nos  responsabilités sociales, donc à notre façon de vivre, aux décisions que nous avons à prendre de façon cohérente au sujet de la propriété et de l'usage des biens. [...] Étant donné la dimension mondiale qu'a prise la question sociale, cet amour préférentiel, de même que les décisions qu'il nous inspire, ne peut pas ne pas embrasser les multitudes immenses des affamés, des mendiants, des sans-abri, des personnes sans assistance médicale et par-dessus tout sans espérance d'un avenir meilleur. »

## L'aiguillon de la théologie de la libération
Des groupes de chrétiens, en Amérique latine et dans le tiers Monde, militent pour une interprétation et une application plus vigoureuses de l'option préférentielle pour les pauvres. En Amérique Latine, certains comme Gustavo Gutiérrez Merino, Rubem Alves, José Miguez Bonino et Leonardo Boff vont même jusqu'à formuler une doctrine d'action, la théologie de la libération, qui est soutenue par les archevêques locaux comme Helder Camara et Oscar Romero. 
Dans son encyclique Sollicitudo Rei Socialis de 1987, Jean-Paul II fait largement appel au concept de « libération » (no 46) tout en rappelant quelques mises en garde faites par la Congrégation pour la doctrine de la foi en 1984 (voir : « Sur certains aspects de la Théologie de la Libération ») .
Plusieurs représentants de la théologie de la libération conçoivent aussi l'option préférentielle pour les pauvres comme critère d'évaluation des conflits environnementaux. Le point de départ de cette réflexion est l'observation que la dégradation de l'environnement touche certains groupes sociaux plus que d'autres. Par exemple, les conséquences sociales du changement climatique concernent les pays en développement dans une plus grande mesure que les pays industrialisés responsables. Comme les conséquences de la dégradation de l'environnement sont réparties inégalement, l'Église doit également s’engager dans le plaidoyer sur la politique environnementale, du côté des pauvres et des laissés-pour-compte. Un document de la Conférence épiscopale allemande sur les changements climatiques (2007) applique donc l'option préférentielle pour les pauvres également aux victimes du changement climatique (no. 40).